# Heinrich Ruths

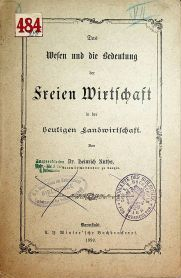
Heinrich Ruths: Das Wesen und die Bedeutung der freien Wirtschaft in der heutigen Landwirtschaft. Dissertation, 1899.

Heinrich Ruths (* 31. Mai 1869 in Darmstadt; † April 1935 in Glasow (Blankenfelde-Mahlow)) war ein deutscher Diplomlandwirt.

## Leben
Nachdem Heinrich Ruths am Darmstädter Realgymnasium das Abitur erhalten hatte, studierte er an der Landwirtschaftlichen Hochschule Hohenheim und an den Universitäten Halle und Jena, an der er 1893 zum Dr. phil. promoviert wurde. Als Landwirt war er auf dem väterlichen Hof in Darmstadt, auf der Domäne Mönchhof bei Frankfurt/Main sowie auf verschiedenen Landgütern in Lothringen, Ostpreußen, in der Lausitz und der Schweiz tätig. Daneben arbeitete er auch als Landwirtschaftslehrer in Langen und als Leiter der Felddüngungsversuche der landwirtschaftlichen Versuchsstation Darmstadt. 1918 wurde Ruths zum Güterdirektor der Stadt Berlin berufen und lehrte daneben an der TH Berlin-Charlottenburg. Er unternahm Studienreisen ins europäische Ausland und veröffentlichte zahlreiche Bücher zur Landwirtschaft und ihrer Technik, war außerdem im Vorstand mehrerer Fachverbände tätig, u. a. im Reichskuratorium Technik in der Landwirtschaft und in der Vereinigung deutscher Schweinezüchter.
Er war mit Else, der Tochter des Darmstädter Geheimen Baurats Felix Lincke, verheiratet.